# West Meon
West Meon est un village et une paroisse civile du Hampshire, en Angleterre. Il est situé dans l'est du comté, à une vingtaine de kilomètres au sud-est de la ville de Winchester, non loin de la source du fleuve Meon. Administrativement, il relève du district de la Cité de Westminster. Au recensement de 2011, il comptait 724 habitants.

## Étymologie
Le village tire son nom du fleuve Meon, tout comme le village voisin d'East Meon. Le nom Meon est d'origine celtique ou pré-celtique, mais son étymologie est obscure.